# Sneci, Storojineț
Sneci (în ucraineană Снячів, transliterat: Sneaciv, în poloneză Sniacziw) este un sat reședință de comună în raionul Storojineț din regiunea Cernăuți (Ucraina). Are 1,931 locuitori, preponderent ucraineni.
Satul este situat la o altitudine de 349 metri, în partea de est a raionului Storojineț, în apropiere de satul Cuciurul Mare.

## Istorie
Localitatea Sneci a făcut parte încă de la înființare din regiunea istorică Bucovina a Principatului Moldovei. Prima atestare documentară a satului datează din anul 1772. 
După anexarea Bucovinei de către Imperiul Habsburgic în anul 1775, localitatea Sneci a făcut parte din Ducatul Bucovinei, guvernat de către austrieci. După Unirea Bucovinei cu România la 28 noiembrie 1918, satul Sneci a făcut parte din componența României, în Plasa Flondoreni a județului Storojineț. 
Ca urmare a Pactului Ribbentrop-Molotov (1939), Bucovina de Nord a fost anexată de către URSS la 28 iunie 1940, reintrând în componența României în perioada 1941-1944. Bucovina de Nord a fost reocupată de către URSS în anul 1944 și integrată în componența RSS Ucrainene. 
Începând din anul 1991, satul Sneci face parte din raionul Storojineț al regiunii Cernăuți din cadrul Ucrainei independente. Conform recensământului din 1989, numărul locuitorilor care s-au declarat români plus moldoveni era de 7 (1+6), adică 0,37% din populația localității . În prezent, satul are 1.931 locuitori, preponderent ucraineni.

## Demografie
Componența lingvistică a localității Sneci
     Ucraineană (97,93%)
     Rusă (1,5%)
     Alte limbi (0,51%)
Conform recensământului din 2001, majoritatea populației localității Sneci era vorbitoare de ucraineană (97,93%), existând în minoritate și vorbitori de rusă (1,5%).
1989: 1.900 (recensământ)
2007: 1.931 (estimare)

## Obiective turistice
- Monumentul soldaților căzuți în cel de-al doilea război mondial - inaugurat la 22 decembrie 1983